# قرية كوهوكتون (نيويورك)
قرية كوهوكتون (بالإنجليزية: Cohocton (village), New York)‏ هي منطقة سكنية تقع في الولايات المتحدة في نيويورك (ولاية). يقدر عدد سكانها بـ 854 نسمة .